# Roger Mortimer
|  | Per a altres significats, vegeu «Roger Mortimer (desambiguació)». |

Roger de Mortimer (11 d'abril del 1374 – 20 de juliol del 1398) va ser el quart comte de la Marca i el sisè comte d'Úlster, i l'hereu presumpte de Ricard II d'Anglaterra.

## Llinatge
El seu pare va ser el poderós tercer comte de la Marca Edmund Mortimer, i la seva mare era Felipa Plantagenet, l'única descendent de Lionel d'Anvers.
Com que Lionel d'Anvers era el segon fill d'Eduard III d'Anglaterra, en arribar a l'edat adulta a la mort del seu pare, Roger es convertí en l'hereu presumpte de Ricard II. Tot i que la seva candidatura al tron podia ser qüestionada pel fet que la seva descendència era per línia femenina, els costums i els precedents a Anglaterra li donaven preferència per davant de línies masculines més apartades (com era el cas de les cases de Lancaster o de York). Els seus drets dinàstics es van veure confirmats quan Ricard II el va reconèixer públicament com a hereu al tron el 1385.

## Campanyes a Irlanda
A la mort del seu pare el 1381, quan tenia només set anys, Roger Mortimer havia heretat extenses terres a Gal·les i Irlanda. El 1394 va acompanyar Ricard II a Irlanda i va actuar com a representant del rei, tot i que no va aconseguir pacificar els capitosts irlandesos. L'any següent va ser nomenat lloctinent d'Irlanda.
A mesura que Ricard II anava perdent el suport de la població, Roger guanyava en popularitat a Anglaterra, tot i que mai va emprendre cap acció en contra de les mesures polèmiques del monarca.
El 20 de juliol del 1398 va morir en la batalla de Kells, lluitant contra un clan irlandès. Els seus títols i terres van passar al seu fill Edmund Mortimer (5è comte de March).

## Núpcies i descendència
Durant la seva infància i des de l'execució del seu pare Ricard va estar sota la tutela del comte de Kent Tomàs Holland, mig germà del rei Ricard II. El 1387 o 1388 el comte de Kent va casar-lo amb la seva filla Elionor.
Tingueren quatre fills:
- Anna de Mortimer, esposa de Ricard de Conisburgh de la Casa de York i mare de Ricard Plantagenet.
- Edmund Mortimer
- Roger Mortimer (morí jove vers el 1409)
- Elionor Mortimer, esposa del comte de Devon Eduard de Courtenay. No tingueren fills.